# لويز بيركهارت
لويز بيركهارت (بالإنجليزية: Louise Burkhart)‏ هي مؤرخة أمريكية، ولدت في 1958.